# Главное Управление планирования азартных игр Испании
Главное Управление планирования азартных игр Испании (исп. Dirección General de Ordenación del Juego) (Управление, DGOJ) — правительственное агентство, осуществляющее регулирование игорного бизнеса в государстве, контроль исполнения соответствующих законодательных норм. Сформированное при Министерстве финансов, Ведомство находится в подчинении Государственного казначейства Испании.

## История создания
Главное Управление планирования азартных игр Испании было создано в мае 2011 года. Основанием для формирования ведомства стало принятие Палатой Конгресса депутатов Закона 13/2011 от 27.05 «О регулировании игорного бизнеса». Согласно положениям представленного Акта, основным предназначением DGOJ стало регулирование и контроль индустрии азартных развлечений, во избежание негативного ее воздействия на социальную среду. В частности, деятельность Управления призвана обеспечить:
- поддержание общественного порядка;
- предотвращение развития мошеннических структур;
- защиту несовершеннолетних, представителей других плохо защищенных социальных слоев;
- защиту прав участников игр.

Первоначальная версия Акта была направлена на регулирование игорной деятельности в соответствии с законодательными нормами, действовавшими непосредственно в Испании. К середине 2012 года, Закон был дополнен новыми положениями, обеспечившими соответствие ведение развития азартной индустрии актуальным правилами ЕС.
В 2013 году был принят новый закон, приравнявший проигрыши в казино к категории неудачных инвестиций. Благодаря этому, игроки, не сумевшие отыграть вложенные средства, имеют право воспользоваться налоговыми льготами. Вместе с тем, выигрыши в азартных заведениях относятся к категории доходов и облагаются налогом.
Сегодня азартные развлечения приносят весомую прибыль в бюджет государства. Согласно государственным финансовым отчетам доходы от игорного бизнеса составляют порядка 3 % ВВП.

## Основные функции DGOJ
Для ведения деятельности в Испании все игорные компании должны получить одобрение Главного Управления планирования игры. Ведомство занимается широким спектром вопросов, касающихся всех направлений и сегментов игорной деятельности.
Среди основополагающих функций DGOJ можно выделить:
- разработку, утверждение специальных законодательных проектов, регулирующих особенности организации азартной деятельности в стране.
- прием, рассмотрение заявок на получение права создания игорных компаний, осуществления деятельности в игорном бизнесе;
- оформление, выдачу лицензий — разрешительных документов, дающих право на предоставление услуг в индустрии. Управление занимается лицензированием всех видов азартных развлечений: наземных и онлайн казино, залов игровых автоматов, спорт-беттинга, лотерей, прочих.
- мониторинг, обеспечение контроля работы заведений, надзор за выполнением действующих законодательных положений.
- наложение штрафов, санкционирование деятельности операторов в случае выявления правонарушений. В числе прочего, Управление может приостановить действие лицензии или аннулировать ее.
- рассмотрением жалоб игроков в отношении операторов и игорных заведений;
- регулирование институциональных отношений между государственными, частными, международными учреждениями — участниками рынка азартных развлечений;
- утверждение мест положения точек продаж, распространения лотерейных билетов, размещения букмекерских контор для приема ставок.
- управление игорными записями;
- проверку финансовой деятельности операторов, контроль выполнения требований налогового законодательства.

Для организации игорной деятельности в Испании, компании обязаны представить в Управление документы, подтверждающие легальность их работы. Онлайн операторы должны зарегистрировать домен в зоне .es.

## Основные виды лицензий
Компаниям, планирующим организацию игорного бизнеса в Испании, на сегодняшний день предоставляется возможность получения трех видов лицензий:
- основной. Срок действия разрешительных документов 10 лет.
- одиночной. Данный вид лицензии позволяет вести игорную деятельность на территории государства в течение 1-5 лет.
- временные разрешения на краткосрочное ведение деятельности сроком до 12 месяцев.

Привязка к лимитам по количеству лицензий отсутствует. Перечень компаний, лицензированные Управлением планирования игр в Испании, представлен на официальном сайте DGOJ.

## Основные направления азартных игр в Испании
В современную структуру игорной индустрии государства сегодня входит 6 базовых сегментов:
- наземные казино, действующие на территории страны (около 50 заведений);
- залы игровых автоматов, оборудованные вне казино;
- онлайн игорные клубы;
- лотереи;
- тотализаторы;
- бинго.

## Подразделения и юридический адрес Управления планирования игр в Испании
Структура DGOJ объединяет 3 основных отдела, специализирующихся на:
- общем регулировании азартных игр;
- контроле, надзоре за деятельностью игорных заведений;
- регулировании институциональных (межведомственных) отношений.

Главный офис Управления регулирования азартных игр располагается в Мадриде. Деятельность Ведомства подробно освещается на страницах официального сайта DGOJ. Новости, исследования и доклады, правила ответственной игры и обеспечение поддержки игроков, рассмотрение жалоб и предложений участников рынка — онлайн ресурс Управления позволяет получить максимально обширную информацию и обеспечивает возможность взаимодействия с Ведомством.

## Примечание
- Обзор игорного бизнеса Испании от портала All-Games.ru
- Обзор игорного бизнеса Испании на новостном портале Newsofgambling.com